# PRPS1L1
PRPS1L1 (англ. Phosphoribosyl pyrophosphate synthetase 1-like 1) – білок, який кодується однойменним геном, розташованим у людей на 7-й хромосомі. Довжина поліпептидного ланцюга білка становить 318 амінокислот, а молекулярна маса — 34 839.
| 10         |  | 20         |  | 30         |  | 40         |  | 50         |
| ---------- |  | ---------- |  | ---------- |  | ---------- |  | ---------- |
| MPNIKIFSGS |  | SHQDLSQKIA |  | DRLGLELGKV |  | VTKKFSNQET |  | CVEIDESVRG |
| EDVYIVQSGC |  | GEINDSLMEL |  | LIMINACKIA |  | SASRVTAVIP |  | CFPYARQDKK |
| DKSRSPISAK |  | LVANMLSIAG |  | ADHIITMDLH |  | ASQIQGFFDI |  | PVDNLYAEPT |
| VLKWIRENIP |  | EWKNCIIVSP |  | DAGGAKRVTS |  | IADQLNVDFA |  | LIHKERKKAN |
| EVDCIVLVGD |  | VNDRVAILVD |  | DMADTCVTIC |  | LAADKLLSAG |  | ATRVYAILTH |
| GIFSGPAISR |  | INTACFEAVV |  | VTNTIPQDEK |  | MKHCSKIRVI |  | DISMILAEAI |
| RRTHNGESVS |  | YLFSHVPL   |  |            |  |            |  |            |

A: Аланін

C: Цистеїн

D: Аспарагінова кислота

E: Глутамінова кислота

F: Фенілаланін

G: Гліцин

H: Гістидин

I: Ізолейцин

K: Лізин

L: Лейцин

M: Метіонін

N: Аспарагін

P: Пролін

Q: Глутамін

R: Аргінін

S: Серин

T: Треонін

V: Валін

W: Триптофан

Кодований геном білок за функціями належить до трансфераз, кіназ. 
Білок має сайт для зв'язування з АТФ, нуклеотидами, іонами металів, іоном магнію. 